# Alexander M. Schweitzer
Alexander M. Schweitzer (* 7. April 1964 in Frankfurt am Main) ist ein deutscher katholischer Theologe und Kirchenmusiker.

## Leben
Schweitzer studierte von 1984 bis 1992 Philosophie, katholische Theologie und Kirchenmusik in Rom, Cremona und München. Nach Jahren der Tätigkeit in der Seelsorge und in der Bibelpastoral war Schweitzer von 2001 bis 2011 Generalsekretär der Katholischen Bibelföderation. Im Jahr 2008 wurde er von Papst Benedikt XVI. zum Experten für die Bischofssynode zum Wort Gottes ernannt. Seit 2011 ist Schweitzer in der Leitung der United Bible Societies für Bibelübersetzung weltweit und für interkonfessionelle Zusammenarbeit zuständig. Seit 2017 ist er außerdem der Executive Director Global Bible Ministry derselben Organisation. 
Als Kirchenmusiker ist Schweitzer spezialisiert im Bereich Gregorianischer Choral. Er arbeitet mit zahlreichen Ensembles weltweit; seit 1998 leitet er das Consortium Vocale Oslo, mit dem er sieben CDs eingespielt hat. Er ist Mitglied in internationalen Jurys und Träger mehrerer Auszeichnungen. Schweitzer unterrichtet Gregorianische Semiologie im Programm Master of Advanced Studies der Musikhochschule der italienischsprachigen Schweiz in Lugano und ist Dozent der Internationalen AISCGre-Kurse.  
Im September 2015 wurde er zum Präsidenten der „Internationalen Studiengesellschaft für Gregorianischen Choral“ (Associazione Internazionale Studi di Canto Gregoriano) gewählt, die sich der Erforschung und Interpretation der Gregorianischen Gesänge auf der Grundlage der Befunde der Neumenhandschriften widmet und circa 500 Mitglieder (Personen und Institutionen) in 30 Ländern zählt.

## Veröffentlichungen (Auswahl)
- Vorschläge zur Restitution von Melodien des Graduale Romanum. Hrsg. mit der Restitutionsgruppe der AISCGre in: Beiträge zur Gregorianik (ISSN 0935-9044) 28 (1999), 29–30 (2000), 31–32 (2001), 33–34 (2002), 35–36 (2003), 37–38 (2004), 39–40 (2005), 41–42 (2006), 43–44 (2007), 45–46 (2008), 47–48 (2009), 49–50 (2010), 51–52 (2011), 53–54 (2012) ISBN 8890185414
- Das gregorianische Dirigat. In: Giovanni Conti (ed.), Signum sapientiæ – Sapientia signi. Cantus Gregoriani Helvetici Cultores/Quilisma Press (2005)
- Uso della Bibbia nei repertori musicali della liturgia oggi. Riflessioni all’occasione del 40° della Sacrosanctum Concilium. In: La Vita in Cristo e nella Chiesa. Roma (2003)
- Towards a new biblical season: The Post-synodal Apostolic Exhortation “Verbum Domini”. In: Acts of the Finnish Ecumenical Council, Tampere, Finland (2012)
- Die Kraft des Wortes. Die Bedeutung der Reformation für Sprachen und Gesellschaften. In: Reformation und die Eine Welt, EKD Magazin 2016 (2015)
- Reading the Bible as Word of God. In: Biblical Reflections, United Bible Societies (2016)
- The Bible in the Catholic Tradition. In: Your Word is Truth – The Bible in ten Christian traditions. World Council of Churches & United Bible Societies (2018)

CDs Gregorianischer Choral (mit dem Consortium Vocale Oslo)
- Laus mea Dominus: Oldest Gregorian Compositions from Mass, Vespers and Compline (ASV Ltd, CD GAU304, LC07967) (2002)
- Exaudiam eum: Gregorian Chant for Lent and Holy Week (2L, SACD43) (2007)
- Vultum tuum: Maria im Gregorianischen Choral. Mit Orgelimprovisation von Kåre Nordstoga (EOS CD4030, LC07277, ISBN 978-3-8306-4030-1) (2009)
- Resurrexi: Ostern im Gregorianischen Choral (EOS CD7542, LC28574, ISBN 978-3-8306-7542-6) (2013)
- Salvum me fecit: Sonntage im Jahreskreis VI–X im Gregorianischen Choral (EOS CD7773, LC28574, ISBN 978-3-8306-7773-4) (2016)
- Mirabilia fecit Dominus: Sonntage im Jahreskreis XXI–XXV und XXXII (EOS CD7796, LC 28574, ISBN 978-3-8306-7796-3) (2016)
- Historia Sancti Olavi (LAWO Classics, LWC1106, SACD) (2016)